# Варакин, Артём Игоревич
Артём И́горевич Вара́кин (21 апреля 1987, Волгоград) — российский футболист, полузащитник.

## Карьера
Начинал карьеру в «Москве». До 2007 года играл в турнире дублёров РФПЛ, в 2008 году сыграл два матча в чемпионате. Дебютировал 29 марта в 3-м туре против «Томи» в Томске. Сыграл два матча в Кубке России. В 2009 году перешёл в «Волгарь-Газпром-2», который выступал в первом дивизионе. В сезоне сыграл 30 матчей и забил 1 гол. 2010 год провёл в «Истре». В сезоне 2011/12 выступал за «Олимпию». С 2012 года игрок футбольного клуба «Люберцы». В 2013 году перешёл в клуб «Олимп-Скопа».